# 石田弘志
石田 弘志（いしだ ひろし、1959年11月16日 - ）は、日本の男性俳優、声優。京都府出身。

## 来歴
大阪学院大学経済学部経済学科卒。青年座研究所10期卒業。1986年4月1日に劇団青年座に入所。

## 人物
趣味はITパソコン、スキー、ウェイク・ウィンド、ドライブ。

## 出演

### テレビドラマ
- 外科医 有森冴子
- 新任判事補
- せつない春
- 西田敏行の泣いてたまるか 第9話「人生の並木路」（1986年、TBS）
- 女タクシードライバーの事件日誌 第2作「作られた目撃者」（2004年、TBS）

### 映画
- 必殺始末人（1997年） - 乾勘兵衛

### テレビ番組
- マジカル頭脳パワー!! / マジカルミステリー劇場 第34話「羽のはえた拳銃」（1991年、NTV） - 警官 役

### 舞台
- カデット
- 三文オペラ
- ブンナよ、木からおりてこい

### テレビアニメ
- 新機動戦記ガンダムW（1995年、ハワード[3]、ベンティ将軍、アラブ部下、医師、OZ将校B、警備兵、首脳、司令官、代表2、団長、通信兵、特士）
- 機動新世紀ガンダムX（1996年、ロッソ・アラマント、MS乗りB、男、オペレーターB、シーバルチャー、ヒゲ男）
- ガンバリスト!駿（1996年、体育教師）
- 名探偵コナン（1996年、皇裕一）
- シティーハンター グッド・バイ・マイ・スイート・ハート（1997年、演出家）

### OVA
- 機動戦士ガンダム 第08MS小隊（1999年、補給係A）

### 劇場アニメ
- ドラえもん のび太と銀河超特急（1996年、ヤドリB）
- ドラえもん のび太のねじ巻き都市冒険記（1997年、熊虎B）

### ゲーム
- 天外魔境 第四の黙示録（1997年、ブッチ、獣神ロゴス）

### ドラマCD
- 機動戦士ガンダム 第08MS小隊 REPORT.1 所要時間3時間23分（教官）

### 吹き替え

#### 映画
- ザ・シークレット・サービス[1]